# Schaumburg-Lippe-Straße 7

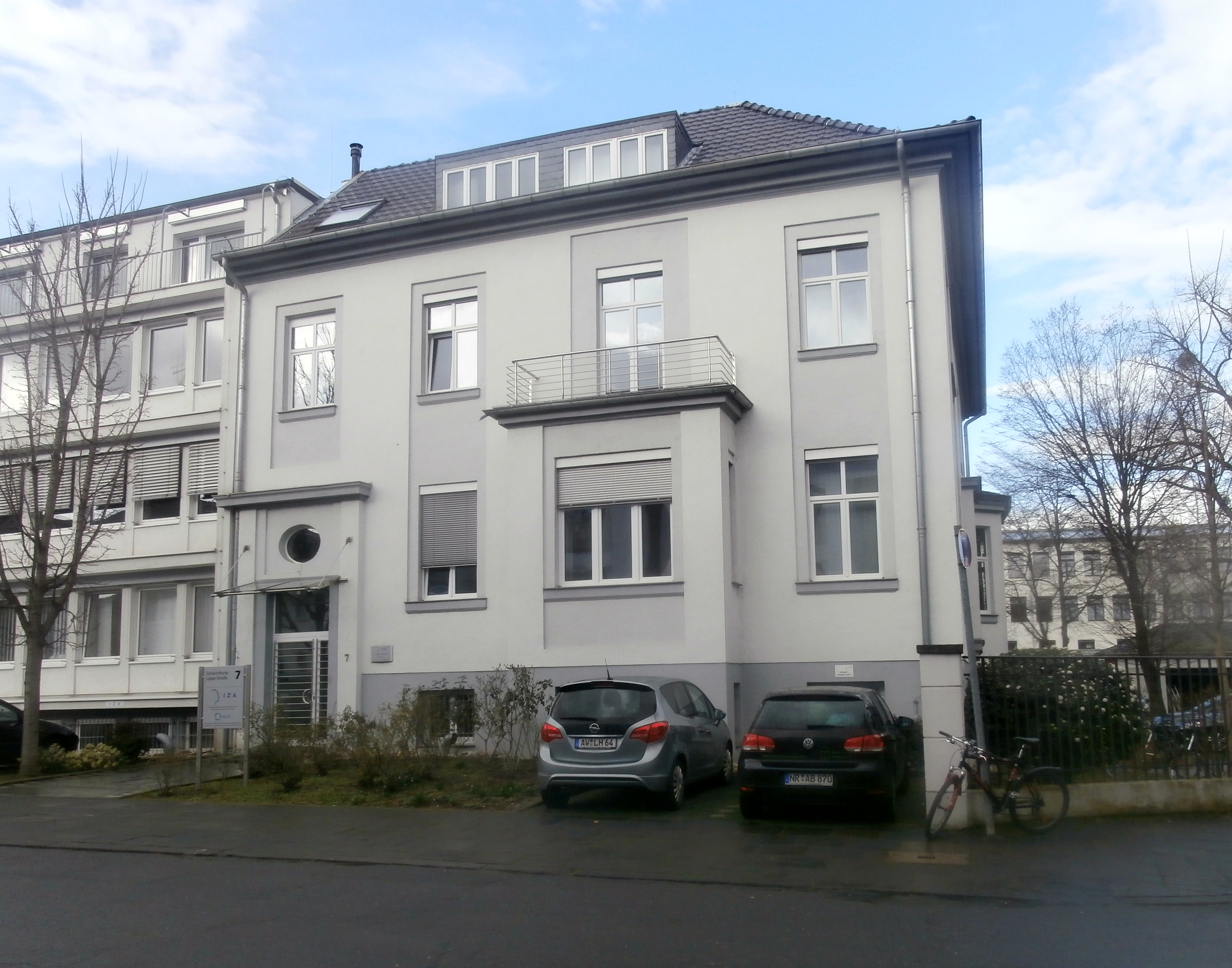
Schaumburg-Lippe-Straße 7 (2016)

Das Gebäude Schaumburg-Lippe-Straße 7 ist eine Villa im Bonner Ortsteil Südstadt, die 1905 errichtet wurde. Sie liegt an einer von der Adenauerallee (Bundesstraße 9) abzweigenden Stichstraße nahe dem Rheinufer (Rathenauufer). Die Villa war von 1973 bis 1999 Sitz der Vertretung der Freien Hansestadt Bremen beim Bund und beherbergt heute gemeinsam mit der benachbarten Villa Schaumburg-Lippe-Straße 9 das Institut zur Zukunft der Arbeit (IZA).

## Geschichte

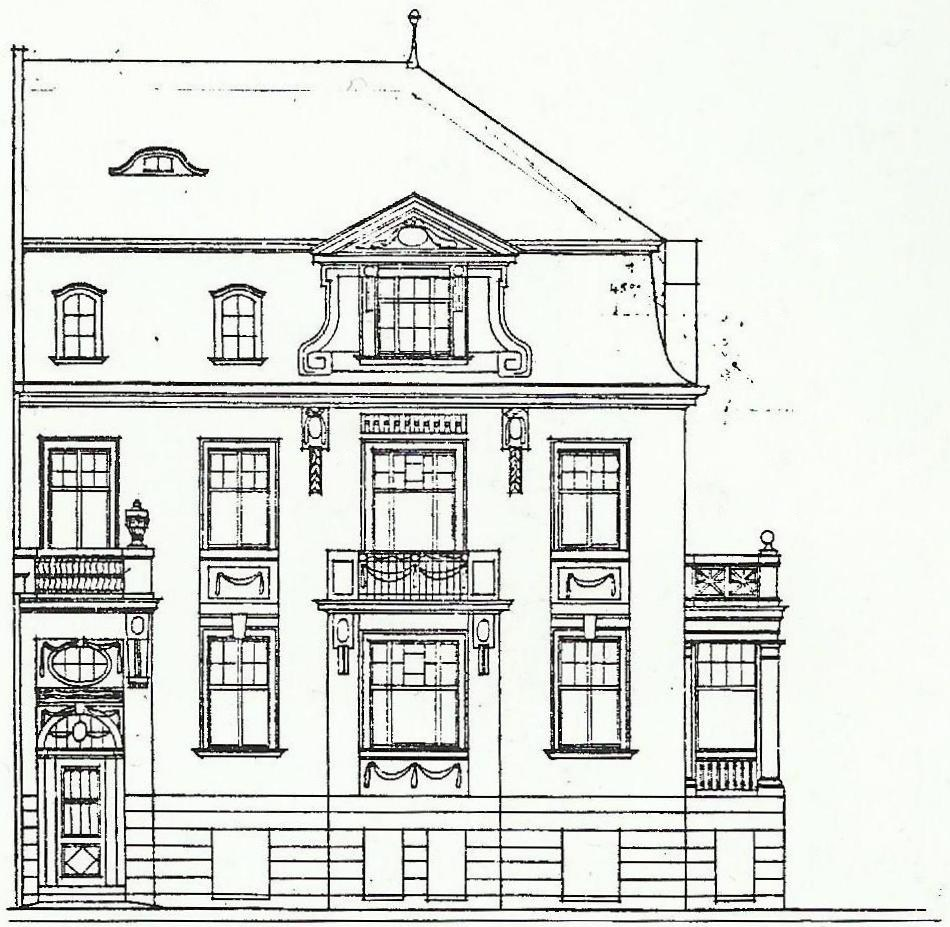
Halbvilla von Schloezer, Aufriss der Vorderseite (1905)

Das Haus entstand 1905 als Hälfte einer Doppelvilla (Halbvilla) nach Plänen des Berliner Architekturbüros Kayser & von Großheim, als deren lokaler Vertreter der Architekt Heinrich Rings auftrat, auf dem neuparzellierten Grundstück der Villa Franz Heinrich Freiherr von Rigal (erbaut 1846, 1905/06 abgebrochen). Dessen Enkelkinder Franz Ludwig Maximilian von Rigal und Maria Pauline Henriette (verheiratete) von Schloezer hatten die Villa abreißen und, ebenfalls nach einem Entwurf von Kayser & von Großheim, die Schaumburg-Lippe-Straße als Privatstraße einschließlich Treppenaufgang vom Rheinufer errichten lassen. Beide traten gemeinsam als Bauherren der Doppelvilla auf, wobei das Haus Schaumburg-Lippe-Straße 5 von Rigal und das Haus Schaumburg-Lippe-Straße 7 von Schloezer zugehörten. Auf den Bauantrag vom 15./16. Juni 1905 hin wurde, nach zwischenzeitlicher Nachreichung überarbeiteter Pläne, am 5. August die Baugenehmigung für den Neubau der Doppelvilla erteilt. Am 26. August erfolgte die Sockelabnahme und am 8. November die Gebrauchsabnahme des Neubaus. Von Rigal vermietete das Haus weiter.
1918 scheiterte eine geplante Tieferlegung des Hofes zur Verminderung der Wasserfeuchtigkeit im Mauerwerk an Ausnahmebestimmungen des Ersten Weltkriegs. 1919 wurde mit einer Veränderung der Vorgarteneinfriedung begonnen. 1936 versagte das Bauamt eine Genehmigung zum Umbau der aus zwei Einfamilienhäusern bestehenden Doppelvilla zu drei Etagenwohnungen. Im Juli 1944 begannen von der inzwischen vermutlich als Eigentümerin des Hauses handelnden Reichsknappschaft Brühler Knappschaft beantragte Bauarbeiten zur Umwandlung der Halbvilla Nr. 5 in ein Bürogebäude, die bereits im August 1944 abgebrochen wurden.
Im Zweiten Weltkrieg wurde die Doppelvilla im alliierten Luftkrieg erheblich beschädigt: während die Halbvilla Nr. 7 weitgehend erhalten blieb, waren an der Halbvilla Nr. 5 Giebelwand und Straßenfront einsturzgefährdet. Bei Haus Nr. 7 wurde das Dach in reduzierter Form wiederhergestellt und der Dekor beseitigt. Haus Nr. 5 stand nach seiner Räumung im Februar 1952 leer. Bis Anfang 1953 wurden die Reste dieser Halbvilla abgetragen, an ihrer Stelle entstand als Neubau ein unmittelbar an das benachbarte Haus angrenzendes Bürogebäude.
1973 mietete die Freie Hansestadt Bremen die erhaltene Halbvilla an, um sie als Dienstgebäude ihrer in der benachbarten Villa Schaumburg-Lippe-Straße 9 ansässigen Landesvertretung (→ Landesvertretung der Freien Hansestadt Bremen (Bonn)) zu nutzen. Im Zuge der Verlegung des Parlaments- und Regierungssitzes zog die Bremer Landesvertretung 1999 nach Berlin um. Beide Gebäude der ehemaligen Landesvertretung übernahm und erwarb das Institut zur Zukunft der Arbeit.